# 英特尔快速存储技术

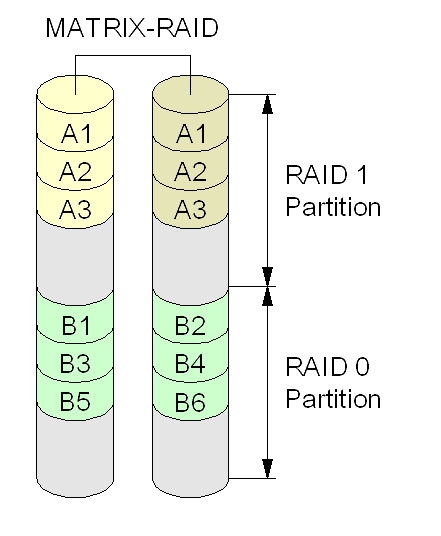
Matrix RAID工作原理图解

英特尔快速存储技术（英語：Intel Rapid Storage Technology，RST），前身为Intel Matrix RAID，是一个由固件、硬件和软件组成的RAID系统。 该软件监控RAID功能的重要部分，例如已连接设备的S.M.A.R.T.参数；能够检测设备和RAID是否运行在正常状态。芯片组和BIOS版本必须符合RST版本，这是因为旧版本在S.M.A.R.T监控支持方面可能会有些问题。
就像所有的RAID（磁盘阵列）一样，英特尔Matrix RAID也会应用两个或更多的硬盘，而操作系统会把它们视为一个硬盘，这是为了增加冗余数据（RAID0除外），可以增加数据安全性，同时增加读写速度。英特尔Matrix RAID并不是一个新的RAID级别，因为它允许在同一磁盘上的其他区域（比如说分区或者逻辑卷）被应用于不同的RAID设备，而不像其他的RAID控制器一样。英特尔官方建议把重要数据和资料放在RAID1，5，或者10，这些有数据冗余的RAID可以减少数据损失风险，而RAID0则对于那些重点不在数据安全而是读写速度的大文件提供了超快速的数据访问，诸如在视频编辑中需要的文件、页面文件和已备份的文件。英特尔Matrix RAID、英特尔Rapid RAID和英特尔智能响应技术统称为英特尔快速存储技术。

## 操作系统
英特尔快速存储技术支持Windows 7和更新版本的Windows系统。
Linux可以通过设备映射（DM-RAID）来提供对于RAID 0、1、10和5的支持。 需要先在Matix存储管理器的ROM选项中设置RAID卷，然后配置在DM-RAID映射设备。
FreeBSD和MidnightBSD提供了对于使用PATA阵列驱动的Matrix RAID的支持，这可以通过高技术配置的控制命令来完成。 但是，在旧版本的FreeBSD中出现了严重的可靠性问题，其中包括在替换阵列中的磁盘时会对阵列设备重命名，如果在系统阵列重建时电脑重启或者崩溃，阵列会被误认为工作正常，当磁盘丢失或者从总线中移出时内核会崩溃。如果这些问题如果碰巧一起发生，可能会对整个阵列造成破坏，就连RAID1也难逃厄运。
VMware ESXi 4不支持RAID功能和英特尔Matrix RAID。
PGPDisk不支持英特尔Matrix RAID，即使是在主板BIOS设置打开了RAID模式也不支持安装驱动。

## Matrix存储管理器Option ROM
英特尔Matrix存储管理器（IMSM）Option ROM是Matrix RAID的一部分，在BIOS中用于创建RAID阵列。
Intel在新的芯片组上使用“快速存储技术-Option ROM”，而不再使用“Matrix”这个名称
英特尔的文档说明了Matrix RAID从9.5版本开始更名为快速存储技术。
驱动列表：
| 版本         | 发布时间   | 注释 |
| ------------ | ---------- | --- |
| v3.0.0       | 2003年     | |
| v3.x.x       |            | |
| v5.5.0       | 2006年     | 最后一个支持ICH5R芯片组的版本                                                                                                |
| v5.x.x       |            | |
| v6.0.0       | 2006年     | 支持带有ICH8R南桥的P965芯片组                                                                                                |
| v7.x.s       | 2007年     | |
| v8.0.0       | 2008年     | 基于英特尔X58的主板的标准 |
| v8.x.x       | 2008年     | |
| v8.9.0       | 2009年     | 支持Windows XP的最新版本。数据丢失风险：新的机械硬盘/固态硬盘不支持S.M.A.R.T.                                                |
| v9.5.0       |            | 产品名从“英特尔(R)Matrix存储管理器”更名为“英特尔(R)快速存储技术”                                                             |
| v9.6.0       | 2010年     | |
| v10.1.0      | 2011年     | 最后一个支持ICH8R芯片组的版本                                                                                                |
| v10.5.0      | 2011年     | 基于英特尔Z68的主板的标准 第一个支持2.2TB以上的大容量磁盘组成的RAID阵列                                                      |
| v10.6.0      | 2011年6月  | |
| v10.8.0      | 2011年11月 | |
| v11.0.0      | 2012年1月  | |
| v11.2.0      | 2012年6月  | 提供了在英特尔7系芯片组上兼容Windows 7的RAID0 TRIM支持。加入RST或MSM oROM可以启用对于ICH8R和更高版本芯片组的RAID0 TRIM支持。 |
| v11.6.0      | 2012年9月  | [ 16 ] |
| v11.7.0      | 2012年11月 | |
| v11.7.4.1001 | 2013年3月  | 支持ICH7R ICH7M ICH9M ICH10R ICH10D芯片组的最新版本                                                                          |
| v12.x.x.     | 2013年     | |
| v12.7.0.1910 | 2013年6月  | 该Option ROM版本是X79芯片组的最新版本，当时英特尔已经更新了13个系列的芯片组，但还没有X79芯片组。                             |
| v12.7.0.1936 | 2013年7月  | 该版本用于安装在一些基于C226芯片组的主板上（比如华硕A9D WS主板）。                                                           |
| v12.8.0.1016 | 2013年8月  | 在Windows 8.1和10上运行13.1以及更高版本时会引发启动故障，对于6系芯片组则无法解决。截至October 2015年                         |
| v12.9.0.1001 | 2013年12月 | |
| v12.9.4.1000 | 2014年6月  | 支持5和6系芯片组的最新版本                                                                                                   |
| v13.1.0.2030 | 2013年7月  | 应用于新的8系芯片组。 打了补丁后可以在X79芯片组上使用                                                                        |
| v13.1.0.1058 | 2014年5月  | |
| v13.x.x.x    | 2014年     | |
| v13.6.0.1002 | 2014年12月 | 最后一个支持7系芯片组的通用版本                                                                                              |
| v14.x.x.x    | 2015年     | 最后一个支持8和9系芯片组的版本                                                                                               |
| v15.x.x.xxxx | 2016年     | |
| v15.9.0.1015 | 2017年11月 | 最后一个支持Windows 8.1以及更低版本的系统的版本                                                                              |
| v16.0.2.1086 | 2018年2月  | |
| v16.5.1.1030 | 2018年2月  | 第一个支持300系列芯片组的通用版本                                                                                            |

从11.2.0.0000发布以后，7系芯片组的RAID支持TRIM命令。但是更低版本的芯片组没有TRIM支持。
英特尔声明在RST 11.6.0.0000中为X79芯片组添加了支持。
在6系芯片组上的BIOS固件上有一个补丁，打了补丁以后这些芯片组上也能启用TRIM支持了。
传统BIOS模式的引导在CSM核心下，UEFI模式下RST由BIOS中的SATA驱动程序控制。因此当在传统BIOS环境和EFI下引导时，RST能够正常启用Option ROM。而当在真正的UEFI环境下引导时，Option ROM不用作SATA驱动程序。
英特尔RAID固件是一个主板BIOS中的固件，用于创建RAID阵列。
注意：RST驱动可以用于RAID也可以关联AHCI驱动作为一个单独的驱动。RST v12.5.0.1066有一个bug，会导致TRIM命令不能通过RAID驱动传入SSD驱动器。因此TRIM在这个版本的驱动上是禁用的。

## 快速存储技术企业版 （RSTe）
英特尔快速存储技术企业版（RSTe）为配备了串行ATA（SATA）设备、串行连接SCSI（SAS）设备或固态驱动器（SSD）的系统提供强大的性能和可靠性，以实现最佳的企业存储解决方案。RST和RSTe的主要区别在于RST用于桌面系统，RSTe主要用于服务器系统。RST支持桌面系统的常规SATA控制器。
一些制造商在使用了X79芯片组的主板BIOS中同时添加了RAID固件、RST固件和RSTe固件。低于3.8版本的RSTe并不支持TRIM功能，但是将RST固件添加到BIOS后，在启用RAID时TRIM命令会通过控制器传向SSD驱动器，这样一来能够在不修改RSTe固件的情况下启用TRIM支持了，所以在RSTe 3.8以下版本的用户如果想要启用RAID RSTe可以使用此方案。  
最新的Option ROM版本是13系芯片组的固件，但此版本不能直接用于X79芯片组，而需要先打一次补丁。在一些BIOS补丁网站上提供打了补丁的13系芯片组的Option ROM，这些固件已经可以在X79使用。有些制造商在BIOS的RAID选项中同时添加了RST固件、RSTe固件和一个用于切换这两个固件的开关，但如果尝试在不包含固件切换开关的X79中添加RST并直接用RST的Option ROM替换RSTe的话，TRIM可能会出现故障。 
如果主板的BIOS拥有RSTe固件，那么用户不能安装RST软件（将会提示错误：该平台不受支持）而是只能安装RSTe软件。

## 官方网站
- . Support download website.   [November 5, 2011]. （原始内容存档于2014-05-17）.